# Mischocyttarus claretianus
Mischocyttarus claretianus är en getingart som beskrevs av Zikan 1949. Mischocyttarus claretianus ingår i släktet Mischocyttarus och familjen getingar. Inga underarter finns listade i Catalogue of Life.